# Drzeworytnie warszawskie

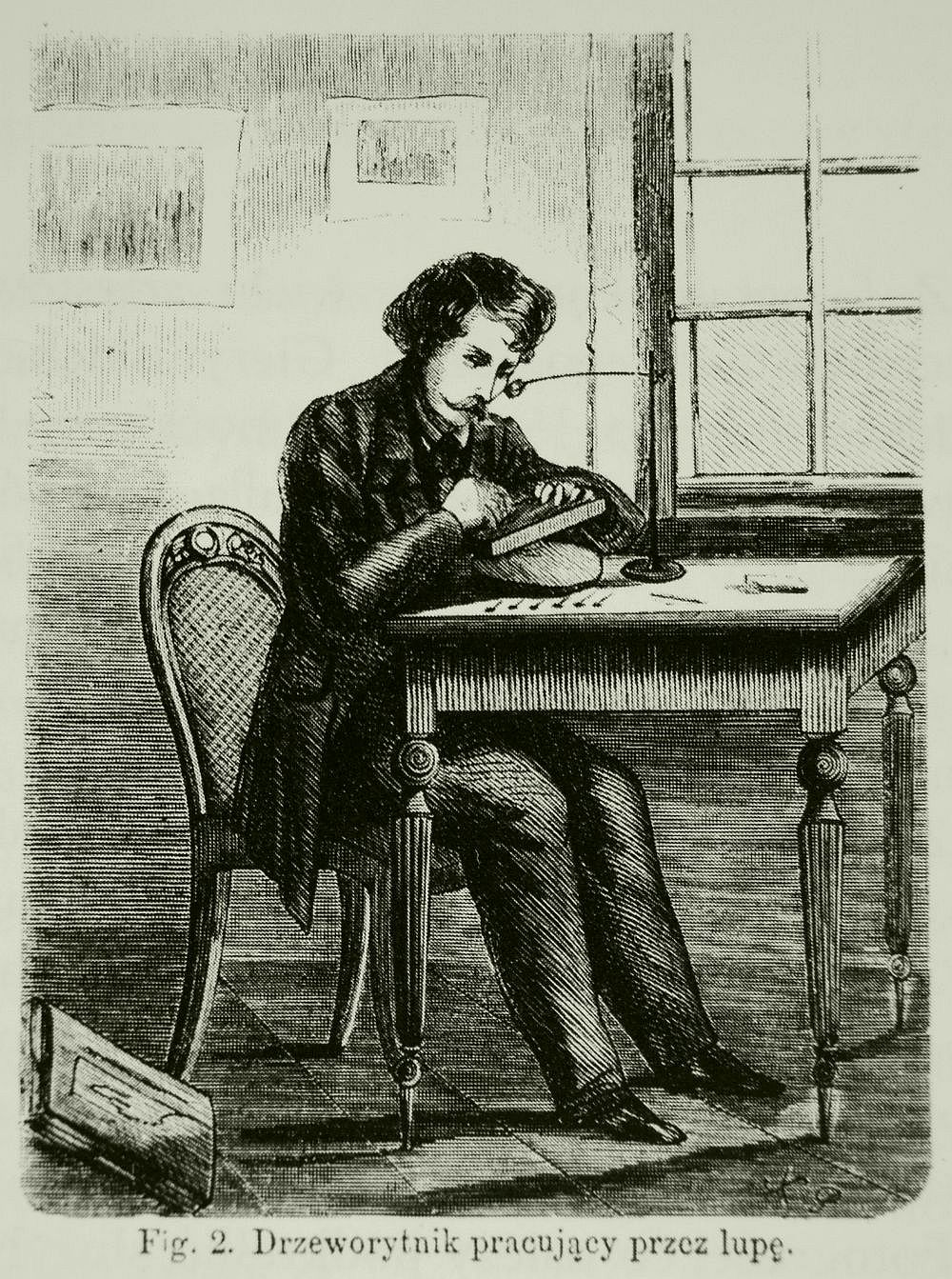
Drzeworytnik warszawski podczas pracy

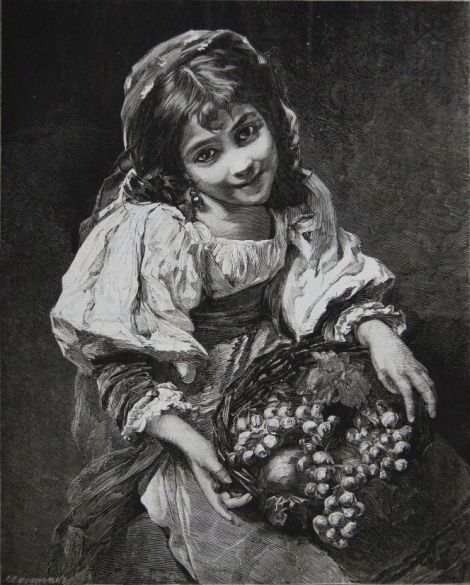
Drzeworyt wykonany w Drzeworytni Warszawskiej przez Walentego Ciechomskiego i Bronisława Puca

Drzeworytnie warszawskie – pierwsze w Polsce szkoleniowe ośrodki graficzne, zakładane w drugiej połowie XIX wieku przy drukarniach czasopism ilustrowanych.

## Historia
Pierwszą drzeworytnię oraz szkołę drzeworytu w Warszawie założył w 1857 roku Jan Münchheimer (1808–1879), medalier, rysownik i grawer, naczelny sztycharz Banku Polskiego, właściciel pracowni grawerskiej w Warszawie. W jego szkole drzeworytu, pod kierunkiem sprowadzonego z Belgii drzeworytnika E. de la Haye, kształcili się pionierzy polskiej ksylografii, m.in.: Jan Styfi, Kazimierz Krzyżanowski, Aleksander Regulski i Franciszek Szymborski. Drzeworytnia Münchheimera wykonywała ilustracje wg rysunków Wojciecha Gersona, Juliusza Kossaka, Franciszka Kostrzewskiego, Henryka Pillatiego i innych do czasopism: „Wolne Żarty”, „Przyjaciel Dzieci” oraz „Kłosy”.
Druga drzeworytnia została założona przy drukarni „Tygodnika Ilustrowanego” pod koniec 1859 roku przez Józefa Ungra, w której polskich drzeworytników szkolili sprowadzeni z Niemiec ksylografowie: G. Hähle, H. Kübler, J. Schübeler, Röber i in. W latach 80. XIX w. Drzeworytnia Ungera posiadała już własnych rytowników: Edwarda Gorazdowskiego, Józefa Holewińskiego, Józefa Łoskoczyńskiego, Edwarda Nicza, Andrzeja Zajkowskiego. Opiekę nad drzeworytnią sprawowali kolejni kierownicy działu artystycznego „Tygodnika Ilustrowanego”: Jan Feliks Piwarski, Jan Lewicki, Juliusz Kossak, Franciszek Tegazzo, Józef Buchbinder, Jan Konopacki, Miłosz Kotarbiński.
Trzecia drzeworytnia powstała przy czasopiśmie „Kłosy”, założona w 1865 roku przez wydawcę i współzałożyciela „Kłosów” Salomona Lewentala (1841–1902). Kierownikami drzeworytni był Aleksander Regulski, następnie Jan Styfi; pracowali w niej rytownicy m.in.: Stanisław Antoszewicz, Edward Gorazdowski, Józef Holewiński, Aleksander Malinowski, Edward Nicz, Kazimierz Piastuszkiewicz i Kazimierz Pomianowski.
Czwarta pod nazwą „Drzeworytnia Warszawska” – została zorganizowana w 1871 roku jako spółdzielnia przez rytowników: Władysława Bojarskiego, Ignacego Chełmickiego, Bronisława Puca i Feliksa Zabłockiego. Ponieważ zakład wykonywał ilustracje głównie dla czasopism rosyjskich, niebawem otworzył filię w Petersburgu kierowaną przez P. Dziedzica. W 1877 „Drzeworytnia Warszawska” wydała wspólnie z firmą Orgelbranda bogato ilustrowany drzeworytami album Wilanów, zbiór wiadomości, oraz kopie obrazów Galerii Wilanowskiej.
Oprócz wymienionych drzeworytni istniały jeszcze w Warszawie niewielkie, najczęściej kilkuosobowe zakłady ksylograficzne. W latach 60. XIX wieku założył swoją pracownię drzeworytniczą Jan Styfi, którą prowadził z Aleksandrem Regulskim. Pomimo krótkiego okresu funkcjonowania zakładu, drzeworytnia Styfiego wyszkoliła kilka drzeworytniczek polskich: Wandę z Wójcickich Styfiową, Elżbietę z Moniuszków Nawroczyńską, Marię Baczewską i Józefę Kleczeńską, oraz wybitnego polskiego ksylografa – Józefa Holewińskiego. W 1877 roku Styfi ponownie otworzył drzeworytnię, którą tym razem prowadził z Andrzejem Zajkowskim; po kilku latach musiał jednak pracownię zlikwidować .
Około 1878 Bronisław Puc wycofał się ze spółki „Drzeworytnia Warszawska” i założył własną pracownię drzeworytniczą pod nazwą: „Zakład artystyczno-drzeworytniczy”. Drzeworyty w niej wykonane posiadały sygnaturę: „Drzew. B. Puc”.
Istniała jeszcze w latach 80. XIX wieku pracownia drzeworytnicza Władysława Bojarskiego; pochodzące z jego pracowni drzeworyty posiadają sygnaturę: „Drzew. W. Bojarski.”.

## Drzeworytnicy warszawscy drugiej połowy XIX wieku
| - Adam - Paweł Boczkowski - Erazm Fabijański - Edward Gorazdowski | - Józef Holewiński - Józef Jarmużyński - Józefa Kleczeńska - Michał Kluczewski | - Jan Krajewski - Józef Łoskoczyński - Aleksander Regulski - M. Różański | - Julian Schübeler - Jan Styfi - Feliks Zabłocki - Andrzej Zajkowski |